# Calycobolus goodii
Calycobolus goodii är en vindeväxtart som beskrevs av Hermann Heino Heine. Calycobolus goodii ingår i släktet Calycobolus och familjen vindeväxter. Inga underarter finns listade i Catalogue of Life.